# Bihardancsháza
Bihardancsháza é um município da Hungria, situado no condado de Hajdú-Bihar. Tem 8,31 km² de área e sua população em 2015 foi estimada em 172 habitantes.